# Адміністративний поділ Фінляндії
У 2010 році у Фінляндії було створено шість Регіональних державних адміністративних відомств (Etelä-Suomi, Itä-Suomi, Lounais-Suomi, Länsi- ja Sisä-Suomi, Pohjois-Suomi, Lappi), кожне з яких відповідає за певний регіон (фін. alue, швед. region); крім того, сьомим регіоном є Аландські острови.
Ці більші регіони складаються з одного чи кількох менших регіонів (фін. maakunta, швед. landskap), яких всього 19. Регіонами керують регіональні ради, які виконують роль засідань з кооперації між комунами регіону, яких нараховується 336, з яких 108 міські. Основне завдання регіонів полягає в місцевому плануванні та розвитку підприємств і освіти. Окрім цього, на базі регіонів створюються заклади, пов'язані з охороною здоров'я. Наразі Кайнуу є єдиним регіоном, де представники ради виборні. В інших регіонах ради обираються радами комун, кожна з яких висуває представників відповідно до кількості населення.
На додаток до кооперації між комунами, за яку відповідають регіональні ради, у кожному регіоні є державний Центр зайнятості та економічного розвитку, завдання якого полягає в місцевому управлінні працевлаштуванням, сільським господарством, рибальством, лісництвом та справами підприємств. Регіональні контори Збройних сил Фінляндії відповідають за військову оборону регіонів та призов до армії.
Регіони чіткіше демонструють діалектні, культурні та економічні відмінності, аніж провінції, які існували раніше і були виключно урядовими адміністративними одиницями. Певною мірою вони відповідають положенню історичних провінцій, які чіткіше розділяють території з діалектними та культурними особливостями.

## Області
| # на карті | Герб                 | Українською                | Фінською          | Шведською             | Столиця      |
| ---------- | -------------------- | -------------------------- | ----------------- | --------------------- | ------------ |
| 1          | Lapland              | Лапландія                  | Lappi             | Lappland              | Рованіємі    |
| 2          | North Ostrobothnia   | Північна Пог'янмаа         | Pohjois-Pohjanmaa | Norra Österbotten     | Оулу         |
| 3          | Kainuu               | Кайнуу                     | Kainuu            | Kajanaland            | Каяані       |
| 4          | North Karelia        | Північна Карелія           | Pohjois-Karjala   | Norra Karelen         | Йоенсуу      |
| 5          | North Savonia        | Північна Савонія           | Pohjois-Savo      | Norra Savolax         | Куопіо       |
| 6          | South Savonia        | Південна Савонія           | Etelä-Savo        | Södra Savolax         | Міккелі      |
| 7          | South Ostrobothnia   | Південна Пог'янмаа         | Etelä-Pohjanmaa   | Södra Österbotten     | Сейняйокі    |
| 8          | Ostrobothnia         | Пог'янмаа                  | Pohjanmaa         | Österbotten           | Вааса        |
| 9          | Pirkanmaa            | Пірканмаа                  | Pirkanmaa         | Birkaland             | Тампере      |
| 10         | Satakunta            | Сатакунта                  | Satakunta         | Satakunda             | Порі         |
| 11         | Central Ostrobothnia | Центральна Пог'янмаа       | Keski-Pohjanmaa   | Mellersta Österbotten | Коккола      |
| 12         | Central Finland      | Центральна Фінляндія       | Keski-Suomi       | Mellersta Finland     | Ювяскюля     |
| 13         | Finland Proper       | Південно-Західна Фінляндія | Varsinais-Suomi   | Egentliga Finland     | Турку        |
| 14         | South Karelia        | Південна Карелія           | Etelä-Karjala     | Södra Karelen         | Лаппеенранта |
| 15         | Päijänne Tavastia    | Пяйят-Гяме                 | Päijät-Häme       | Päijänne Tavastland   | Лахті        |
| 16         | Tavastia Proper      | Канта-Гяме                 | Kanta-Häme        | Egentliga Tavastland  | Гямеенлінна  |
| 17         | Uusimaa              | Уусімаа                    | Uusimaa           | Nyland                | Гельсінкі    |
| 18         | Kymenlaakso          | Кюменлааксо                | Kymenlaakso       | Kymmenedalen          | Коувола      |
| 19         | Åland                | Аландські острови          | Ahvenanmaa        | Åland                 | Марієгамн    |

Області Фінляндії

Регіон Східна Уусімаа було приєднано до Уусімаа 1 січня 2011 року.